# 日內瓦宣言
《日內瓦宣言》（英語：Declaration of Geneva）是在1948年於瑞士日內瓦舉行的世界醫學學會（WMA）—日內瓦大會採用作為醫生畢業時的宣誓誓詞。宣言于1968、1983、1994、2017年做过增补，于2005、2006年进行过修订。
此宣言为医师对于医学的人道主义目标的宣誓，在德占欧洲无数医学罪行后显得尤为重要。日内瓦宣言同样也作为希波克拉底誓言的现代版，将后者所包含的道德标准用现代人可以理解、执行的方式展现出来。其內容大意為告誡醫生應保持良好的專業措守及向病人作出應有的責任與義務。

## 撰写
世界醫學學會（WMA）于二战战后由不列颠医学学会（BMA）扩展成立。成立之初就对全世界的医学伦理表示担忧，决定撰写一份全世界通用的医师伦理标准。WMA成立了一个研究委员会，负责撰写一份“医学职业章程”，以给全世界的医学生在获得学位时用来宣誓。全世界的WMA成员机构向委员会提交了各种誓言、承诺；经过两年的研究，委员会在1948年于日内瓦举行的第二次WMA大会上提交了一份《现代希波克拉底誓言》，用以讨论。经过大会批准，这份誓言被定名为《日内瓦宣言》。此宣言发布三个月后，联合国大会通过了保证人身安全的世界人权宣言。

## 内容
截至2020年，日内瓦宣言的内容如下：
|  | 作为一名医学工作者： 1. 我郑重宣誓，我将终生致力于为人类服务； 2. 我将患者的健康与幸福作为我的首要顾念； 3. 我将尊重患者的自主权与尊严； 4. 我将保持对人类生命的最高敬意； 5. 我将不容许有年龄、疾病或残疾、信仰、民族、性别、国籍、政治党派、种族、性取向、社会地位或其他任何因素的考虑，介于我的职责与患者之间； 6. 我将尊重所寄托给我的秘密，即使患者已经离世； 7. 我将在医学实践中保持良知与尊严，遵从正确的医学规范； 8. 我将维护医疗职业的荣誉和高尚的传统； 9. 我将尊重及感戴我的师长、同事与学生； 10. 我将为患者的利益和医疗卫生事业的进步，分享我的医学知识； 11. 我将关注自身健康、幸福与能力，提供最高标准的照护服务； 12. 即使受到威胁，也绝不使用我的医学知识侵犯人权和公民自由； 13. 我郑重地，自主地并且以我的人格宣誓。 |

英文原文如下：

AS A MEMBER OF THE MEDICAL PROFESSION:
- I SOLEMNLY PLEDGE to dedicate my life to the service of humanity;
- THE HEALTH AND WELL-BEING OF MY PATIENT will be my first consideration;
- I WILL RESPECT the autonomy and dignity of my patient;
- I WILL MAINTAIN the utmost respect for human life;
- I WILL NOT PERMIT considerations of age, disease or disability, creed, ethnic origin, gender, nationality, political affiliation, race, sexual orientation, social standing or any other factor to intervene between my duty and my patient;
- I WILL RESPECT the secrets that are confided in me, even after the patient has died;
- I WILL PRACTICE my profession with conscience and dignity and in accordance with good medical practice;
- I WILL FOSTER the honour and noble traditions of the medical profession;
- I WILL GIVE to my teachers, colleagues, and students the respect and gratitude that is their due;
- I WILL SHARE my medical knowledge for the benefit of the patient and the advancement of healthcare;
- I WILL ATTEND TO my own health, well-being, and abilities in order to provide care of the highest standard;
- I WILL NOT USE my medical knowledge to violate human rights and civil liberties, even under threat;
- I MAKE THESE PROMISES solemnly, freely and upon my honour.

### 修订内容
原版宣言中“我的同业将为我的兄弟”句，在修订中改为“兄弟姐妹”，后来于2017年并入“尊重师长”，并加入了尊重学生的内容。不得影响职责的条件中，年龄、疾病、性别、性向为后来加入。“即使在病人死后”也保守秘密亦为后来加入。“不违反人权和民权”原为“不去违反人道”。医生的首要顾念从“病人的健康和生命”改为了“病人的健康”。2017年还加入了医生照顾自己健康、分享医学知识的内容，并把医学生“进入医业时”的宣言改为了所有执业医师“作为医学界的一员”使用的誓言。

### 修订沿革
- 1948：采用。第二次大会于日内瓦。
- 1968：第一次修改。第二十二次大会于悉尼。
- 1983：第二次修改。第三十五次大会于威尼斯。
- 1994：第三次修改。第四十六次大会于斯德哥尔摩。
- 2005：修正词句。第一百七十届评议会于迪沃恩莱班。
- 2006：修正词句。第一百七十三次届评议会于迪沃恩莱班。
- 2017：第四次修改。第六十八大会于斯德哥尔摩。

## 扩展阅读
- . West J Med (Op ed). 2011-10-03, 174 (1): 7–8. PMC 1071215 . PMID 11154648..